# Jost Eckert
Jost Eckert (* 29. August 1940 in Düsseldorf; † 24. September 2020 in Trier) war ein deutscher römisch-katholischer Theologe.

## Leben
Jost Eckert studierte Theologie und Philosophie in Bonn, München und Köln. Am 2. Februar 1966 wurde er im Kölner Dom zum Priester geweiht. Von 1966 bis 1968 war er Kaplan und Religionslehrer in Düsseldorf. Nach der Promotion 1971 zum Dr. theol. an der Universität München, wo er sich 1973 habilitierte und zum Privatdozenten (Fachgebiet: Exegese des Neuen Testaments) ernannt wurde. 1974 wurde er Universitätsdozent.
Seit 1977 lehrte er als ordentlicher Professor für Exegese des Neuen Testaments an der Theologischen Fakultät Trier. Den Ruf auf den Lehrstuhl für Biblische Theologie an der Universität Osnabrück-Vechta lehnte er 1977 ab.
Von 1987 bis 1995 war er Rektor der Theologischen Fakultät Trier. Seit 1994 war er zusätzlich Lehrbeauftragter für Biblische Theologie an der Universität des Saarlandes. Am 1. Oktober 2008 wurde er entpflichtet.

## Schriften (Auswahl)
- Die urchristliche Verkündigung im Streit zwischen Paulus und seinen Gegnern nach dem Galaterbrief  (= Biblische Untersuchungen. Münchener Universitäts-Schriften. Band 6). Pustet, Regensburg 1971, ISBN 3-7917-0313-7 (zugleich Dissertation, München 1971).
- als Herausgeber mit Martin Schmidl und Hanneliese Steichele: Pneuma und Gemeinde. Christsein in der Tradition des Paulus und Johannes. Festschrift für Josef Hainz zum 65. Geburtstag. Patmos, Düsseldorf 2001, ISBN 978-3-491-70344-5.
- als Herausgeber: Regensburger Neues Testament. Pustet, Regensburg, ISBN 3-7917-0133-9.